# Symphysodontella scaphidiophylla
Symphysodontella scaphidiophylla är en bladmossart som beskrevs av Brotherus 1909. Symphysodontella scaphidiophylla ingår i släktet Symphysodontella och familjen Pterobryaceae. Inga underarter finns listade i Catalogue of Life.